# Directeur (Directoire)

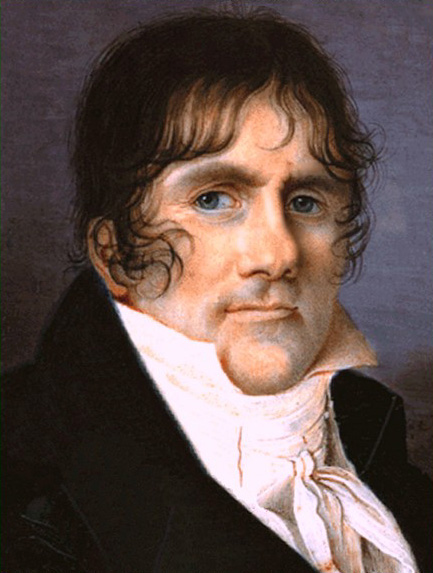
Paul Barras est directeur du début à la fin du Directoire.

Les cinq directeurs sont les détenteurs du pouvoir exécutif sous le Directoire, régime qui gouverne la France entre 1795 et 1799. Ils sont désignés, selon la Constitution de l'an III, par le Conseil des Anciens dans une liste produite par le Conseil des Cinq-Cents, et restent cinq ans en fonction. Un des directeurs doit être remplacé chaque année (les quatre premières années, le membre sortant est donc choisi par tirage au sort). Cet exécutif collégial et tournant est conçu pour éviter tout risque de dérive dictatoriale.
Chargés de l'armée, des questions diplomatiques, de la fonction publique, les directeurs officient au Palais du Luxembourg et disposent de commissaires chargés de les représenter auprès des administrations locales. Le Directoire n'a en revanche aucun contrôle sur la Trésorerie et l'élaboration des lois, réservées aux deux conseils législatifs. Aucune mesure n'est prévue en situation exceptionnelle, ou en cas de désaccord entre les pouvoirs exécutifs et législatifs. La France connaissant alors une période de guerre constante, cette faille se révèle désastreuse pour le régime.
Les cinq premiers directeurs sont Barras (seul à rester en fonction jusqu'à la fin du régime), La Révellière-Lépeaux, Reubell, Carnot et Le Tourneur, les trois premiers formant rapidement un « triumvirat », leurs intérêts convergeant. Plusieurs autres directeurs connaissent des carrières éphémères au gré des coups d’État suivant les différentes élections, certains comme Carnot et Barthélémy allant jusqu'à être proscrits. D'autres arrivés en cours de route connaissent une plus longue carrière au sein de l'exécutif, comme Merlin de Douai et Sieyès, ce dernier étant l'un des artisans du coup d’État mettant fin au régime.

## Caractéristiques

### Désignation

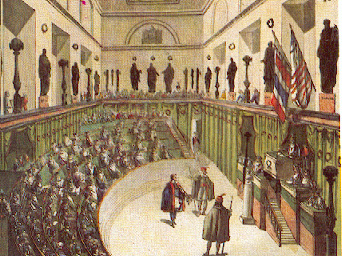
Les directeurs sont choisis par le Conseil des Anciens, au sein de listes proposées par le Conseil des Cinq-Cents.

Les institutions du Directoire sont mises en place par la Constitution de l'an III, établie par une commission de onze membres dont le plus notable est Boissy d'Anglas. Leur objectif durant la rédaction de cette constitution est de créer un régime favorable aux propriétaires, sachant se tenir à l'écart de l'agitation populaire sans pour autant favoriser une réaction royaliste. La crainte de la dictature et une certaine méfiance vis-à-vis d'un pouvoir exécutif trop puissant poussent les constituants à créer une forme d'exécutif collégial formé de cinq directeurs. L'article 133 de la constitution indique que ces directeurs sont choisis par le corps législatif. Le Conseil des Cinq-Cents forme, au scrutin secret, une liste de dix noms de candidats au poste, et la présente au Conseil des Anciens, qui choisit un nom dans cette liste. Dans les faits, le Conseil des Cinq-Cents peut aisément guider le choix des Anciens vers le candidat qui a sa faveur en proposant neuf candidats médiocres en opposition à leur favori.
Afin d'éviter une monopolisation du pouvoir, les directeurs sont remplacés au bout de cinq ans, à raison d'un directeur chaque année. Aussi, selon l'article 137, les quatre premières années, un directeur tiré au sort est remplacé avant le terme de ses cinq années. Un membre sortant peut ensuite être réélu, après un intervalle de cinq ans, selon l'article 138. Pour être éligibles, il faut être âgé de quarante ans au moins. Les membres des conseils législatifs et ministre ne peuvent intégrer le Directoire ; en revanche, la Constitution prévoit que, lorsque le régime aura un âge suffisant (neuf ans), tout directeur devra avoir été membre d'un des conseils ou ministre par le passé. Il est également prévu, enfin, pour éviter tout monopole du pouvoir, que des membres d'une même famille ne peuvent siéger au sein du Directoire en même temps, et qu'un délai de cinq ans doit séparer le départ de l'un et l'élection de l'autre.

### Fonctions et pouvoirs
La méfiance à l'égard de l'exécutif pousse à prévoir un certain nombre de garde-fous. Ainsi, les membres du Directoire sont assignés à résidence au palais du Luxembourg et ne peuvent s'en éloigner pour une durée prolongée sans autorisation. Ils y vivent dans le faste et sont protégés par une garde prétorienne, mais peuvent être traduits devant la Haute Cour. Pour s'assurer qu'ils rendent des comptes à la Nation, la Constitution interdit aux directeurs de quitter le pays dans les deux ans suivant la fin de leur mandat. Ils sont également tenus de porter un costume distinctif lors de toutes leurs apparitions publiques. Celui-ci, inspiré par l'Antiquité et orné de nombreuses plumes et broderies, décline les couleurs de la République, bleu, blanc et rouge, et a été conçu par plusieurs artistes renommés (Jacques-Louis David, Moreau le Jeune, Léonor Mérimée). Par crainte de coups d’État menés contre les conseils, enfin, les directeurs n'ont pas le droit de faire approcher les armées à moins de soixante kilomètres des lieux où siègent les assemblées.

Minute d’arrêté du Directoire exécutif rapportant un arrêté du 27 nivôse an IV
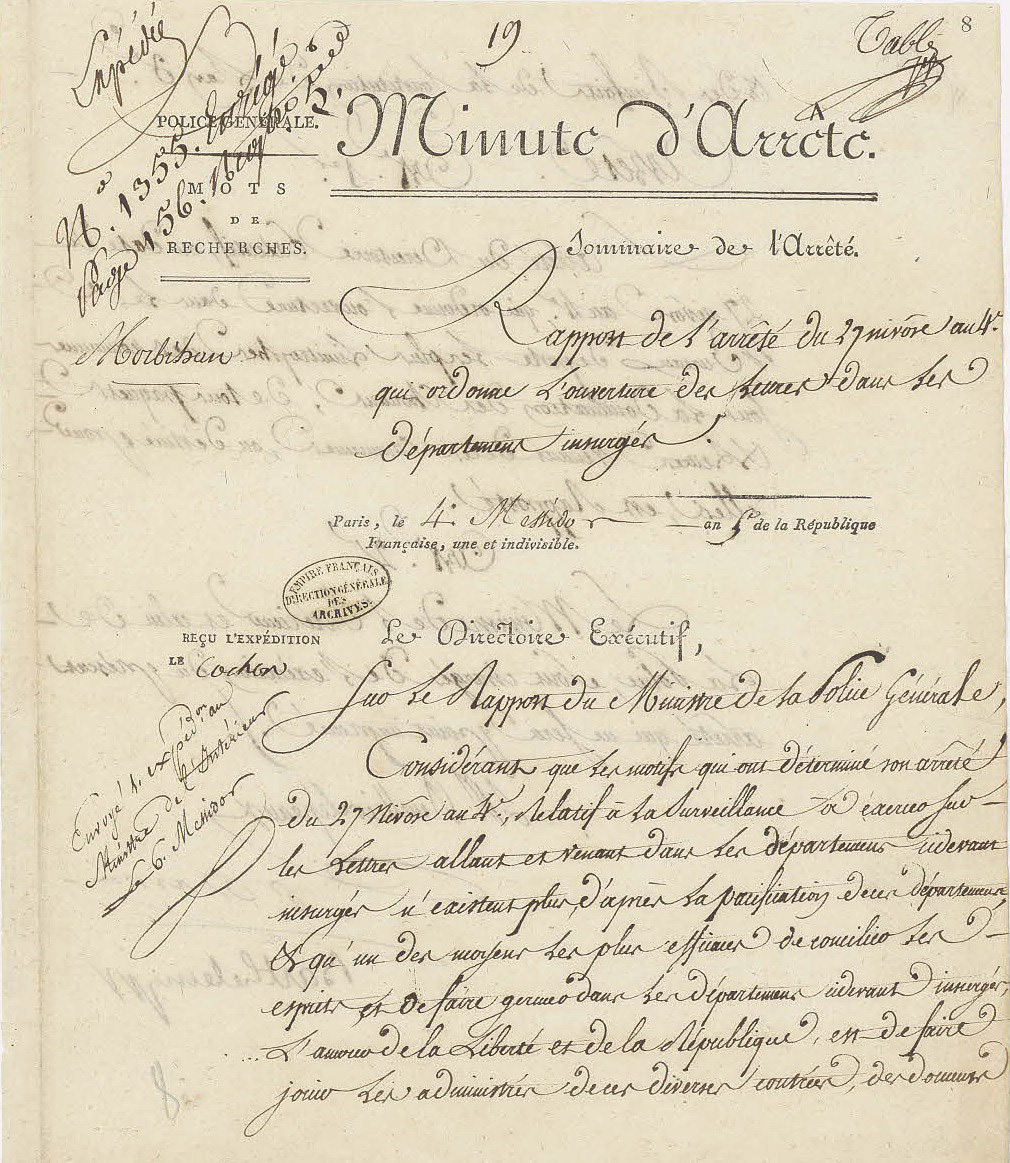
Page no 1 de cet arrêté du 27 nivôse an IV (17 janvier 1796) qui ordonnait l’ouverture, dans les bureaux de poste, des lettres venant des communes sous la domination des Chouans, Paris, 22 juin 1797. Archives nationales de France.
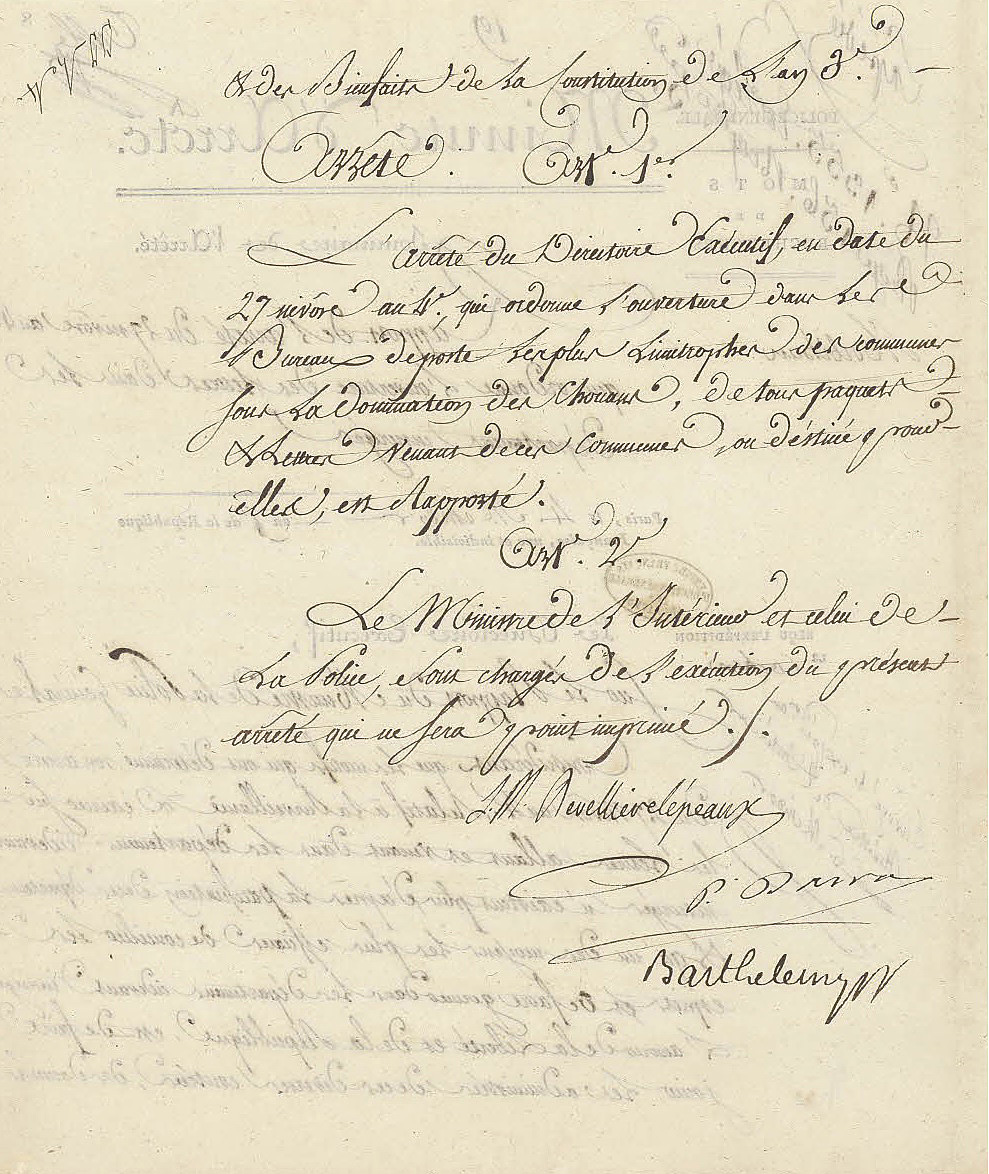
Page no 2 du même arrêté.

Chaque membre préside le conseil pendant trois mois, et les décisions ne peuvent être prises qu'en présence de trois membres au minimum. Les directeurs ont d'importantes fonctions : ils nomment les fonctionnaires, généraux et diplomates mais peuvent également désigner les personnes élues en temps normal lorsque la place est vacante, en particulier les juges. Ils disposent également de commissaires envoyés en province. Aussi, s'ils ne peuvent définir l'orientation politique, ils peuvent malgré tout contrôler l'application des lois par le biais de leurs commissaires, et prendre des arrêtés. Ils n'ont en revanche aucun regard sur la Trésorerie. Celle-ci est confiée à cinq commissaires élus de façon similaire aux directeurs. Enfin, le Directoire peut nommer et révoquer des ministres, entre six et huit, qui l'assistent et assurent le fonctionnement de l'administration. 
Les directeurs sont systématiquement séparés des conseils, et ne peuvent assister à la tenue de ceux-ci ni les convoquer ou les dissoudre. Inversement, les conseils ne peuvent révoquer les directeurs. Aucun système n'est prévu en cas de blocage entre les pouvoirs législatif et exécutif, ni en cas de crise, notamment militaire. Ce point, alors que la France est constamment en guerre, se révèle être un des gros handicaps du régime. Ce handicap est renforcé par les dispositions prises pour faire en sorte que la Constitution ne puisse être révisée en moins de neuf ans. Si, sous cette forme, le pouvoir exécutif reste limité, il s'agit malgré tout d'une très notable évolution par rapport au régime précédent, qui permet peu à peu d'ouvrir la voie au Consulat et à son exécutif fort.

## Évolution des membres

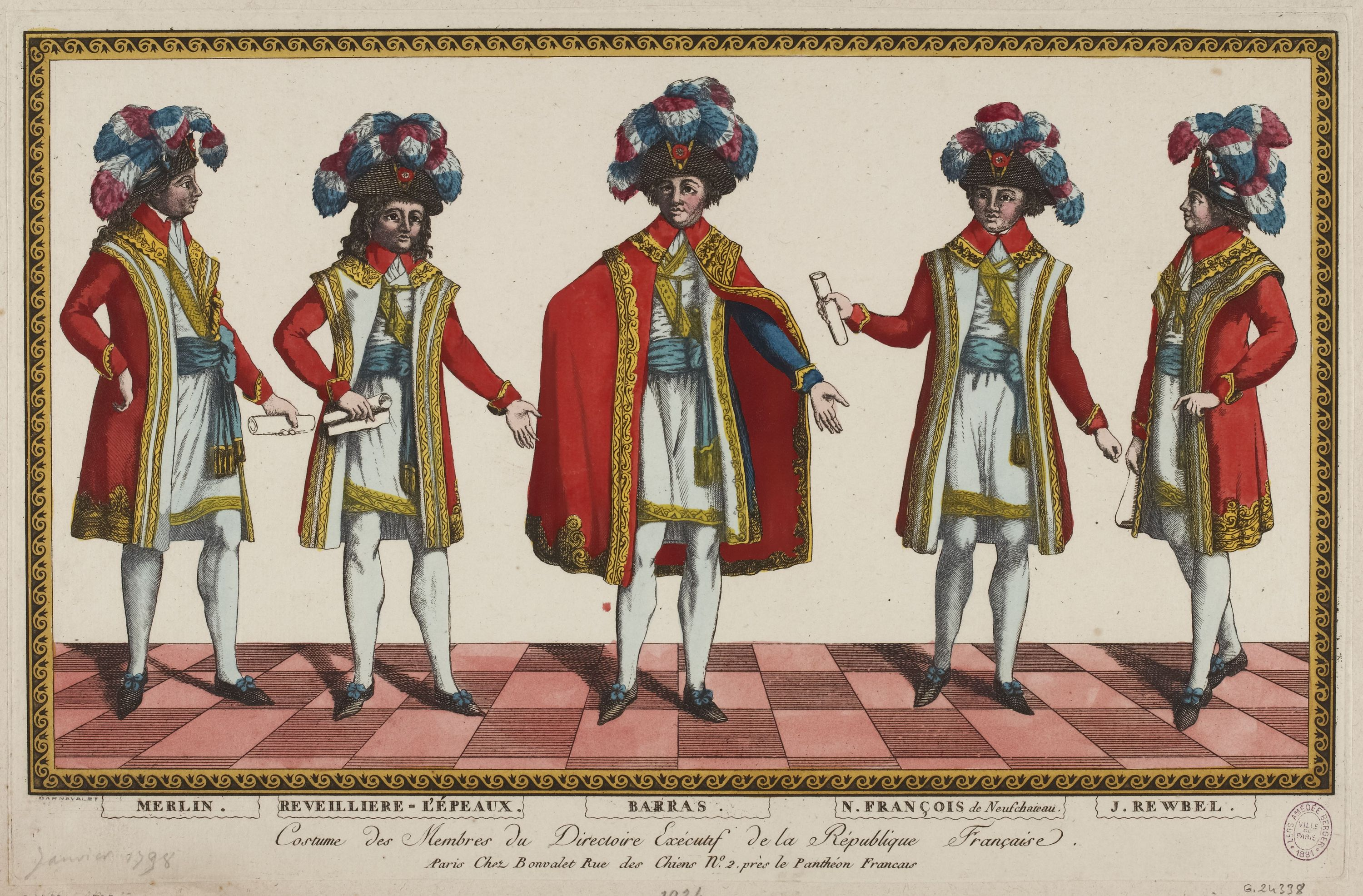
Les membres du Second Directoire dans leur costume d'apparat : de gauche à droite, Merlin de Douai, La Révellière-Lépeaux, Barras, François de Neufchâteau et Reubell.

Les cinq premiers directeurs sont installés en brumaire an IV (novembre 1795) à la suite des élections législatives tenues fin vendémiaire (courant octobre). La manœuvre est menée par le Conseil des Cinq-Cents qui s'organise pour imposer son choix au Conseil des Anciens en plaçant, outre ses cinq favoris, 45 inconnus pour former les cinq listes de dix noms. Sont ainsi choisis Paul Barras, Louis-Marie de La Révellière-Lépeaux, Emmanuel-Joseph Sieyès, Jean-François Reubell et Étienne-François Le Tourneur. Sieyès, distant vis-à-vis du régime, refuse cependant son poste. Par les mêmes manœuvres, les Cinq-Cents parviennent à imposer Lazare Carnot. Tous ces hommes sont thermidoriens et régicides ; et leur choix est alors consensuel. Les directeurs se répartissent alors en deux groupes : Barras (ancien agent de la Terreur, notamment à Toulon), Reubell et La Révellière-Lépaux sont anticléricaux et opposés aux aristocrates. À l'inverse, Carnot incarne un courant modéré, et est suivi par Letourneur, plus effacé. Ils se répartissent les tâches et nomment les commissaires chargés de les représenter localement, en suivant l'avis des notables locaux.
Les élections de l'an V (1797), dans le contexte troublé de la Conjuration des Égaux, aboutissent à une forte poussée monarchiste qui divise les directeurs. Alors que Carnot et Letourneur s'opposent à toute contestation du résultat, les trois autres membres du Directoire forment un « triumvirat » anti-royaliste. Lorsque vient le temps du tirage au sort, Letourneur quitte l'exécutif. Les conseils lui choisissent comme remplaçant un modéré supposé royaliste, François Barthélemy, en mai. Son mandat est de courte durée, cependant. Les « triumvirs » mettent en effet en marche en septembre le coup d'État du 18 fructidor an V pour se débarrasser des royalistes. Barthélemy est arrêté, tandis que Carnot, prévenu par ses collègues, peut s'enfuir mais est proscrit.
Deux républicains, François de Neufchâteau et Merlin de Douai, remplacent les proscrits. Le 9 mai 1798, Neufchâteau est tiré au sort, et remplacé dans les jours qui suivent par Jean-Baptiste Treilhard. Ce dernier ne respecte pas le délai de deux ans devant séparer son dernier mandat de député de son entrée au Directoire, mais nul ne relève alors ce point. Dans le même temps, le Conseil des Cinq-Cents affiche une tendance de plus en plus jacobine, malgré les efforts de l'exécutif pour écarter les Jacobins des conseils.
Le Directoire est fragilisé lors du renouvellement de l'an VII (mai 1799) : Reubell, tiré au sort, est remplacé par Sieyès, chef des révisionnistes désireux de voir un régime avec un exécutif plus puissant. Dès le 16 juin, un député jacobin relève l'irrégularité frappant l'élection de Treilhard, bien qu'elle soit vieille d'un an. Le directeur doit donc démissionner et est remplacé aussitôt par l'avocat Louis Gohier. Le lendemain, La Révellière-Lépaux et Merlin de Douai sont accusés de fomenter un coup d’État, et écartés. Ils sont remplacés par Roger Ducos, proche de Sieyès, et par Jean-François Moulin, militaire sans envergure. Le Directoire est ainsi pris en main par le camp révisionniste, Barras s'étant rallié à celui-ci pour se maintenir en place.
La fin du Directoire survient finalement lors du coup d'État du 18 brumaire (9 novembre 1799). Ducos et Sieyès, partisans du complot, se retirent spontanément. Ils achètent également Barras par l'intermédiaire de Talleyrand, le poussant à faire de même. Moulin et Gohier refusent pour leur part de quitter leur fonction, et sont arrêtés. Le Directoire est ainsi dissous après un peu plus de quatre ans d'exercice.
| Les cinq directeurs installés le 10 brumaire an IV (1er novembre 1795) sont :                                   |                                      |                        |                                  |                                 |
| Paul Barras | Louis-Marie de La Révellière-Lépeaux | Jean-François Reubell  | Lazare Carnot                    | Étienne-François Le Tourneur    |
| Le 1er prairial an V (20 mai 1797), Le Tourneur est désigné par tirage au sort pour être remplacé.              |                                      |                        |                                  |                                 |
| Paul Barras | Louis-Marie de La Révellière-Lépeaux | Jean-François Reubell  | Lazare Carnot                    | François Barthélemy             |
| Après le coup d'État du 18 fructidor an V (4 septembre 1797), Barthélemy et Carnot sont proscrits et remplacés. |                                      |                        |                                  |                                 |
| Paul Barras | Louis-Marie de La Révellière-Lépeaux | Jean-François Reubell  | Philippe-Antoine Merlin de Douai | Nicolas François de Neufchâteau |
| Le 26 floréal an VI (15 mai 1798), Neufchâteau est désigné par tirage au sort pour être remplacé.               |                                      |                        |                                  |                                 |
| Paul Barras | Louis-Marie de La Révellière-Lépeaux | Jean-François Reubell  | Philippe-Antoine Merlin de Douai | Jean-Baptiste Treilhard         |
| Le 27 floréal an VII (16 mai 1799), Reubell est désigné par tirage au sort pour être remplacé.                  |                                      |                        |                                  |                                 |
| Paul Barras | Louis-Marie de La Révellière-Lépeaux | Emmanuel-Joseph Sieyès | Philippe-Antoine Merlin de Douai | Jean-Baptiste Treilhard         |
| Le 29 prairial an VII (17 juin 1799), l'élection de Treilhard est annulée pour irrégularité par les Conseils.   |                                      |                        |                                  |                                 |
| Paul Barras | Louis-Marie de La Révellière-Lépeaux | Emmanuel-Joseph Sieyès | Philippe-Antoine Merlin de Douai | Louis Gohier                    |
| Le 30 prairial an VII (18 juin 1799), La Révellière-Lépeaux et Merlin de Douai sont contraints à la démission.  |                                      |                        |                                  |                                 |
| Paul Barras | Roger Ducos                          | Emmanuel-Joseph Sieyès | Jean-François Moulin             | Louis Gohier                    |
| Après le coup d'État du 18 brumaire (9 novembre 1799), Barras, Ducos et Sieyès démissionnent.                   |                                      |                        |                                  |                                 |

## Présidence du directoire
- 1er novembre 1795-4 septembre 1797 : Jean-François Reubell
- 4 septembre 1797-4 décembre 1797 : Louis-Marie de La Révellière-Lépeaux
- 4 décembre 1797-25 février 1798 : Paul Barras
- 25 février 1798-26 mai 1798 : Philippe-Antoine Merlin de Douai
- 26 mai 1798-26 novembre 1798 : Jean-François Reubell
- 26 novembre 1798-26 mai 1799 : Paul Barras
- 26 mai 1799-18 juin 1799 : Philippe-Antoine Merlin de Douai
- 18 juin 1799-23 septembre 1799 : Emmanuel-Joseph Sieyès
- 23 septembre 1799-9 novembre 1799 : Louis Gohier